# Ardisia porosa
Ardisia porosa C.B.Clarke – gatunek roślin z rodziny pierwiosnkowatych (Primulaceae). Występuje naturalnie w Tajlandii i Malezji. 

## Morfologia
PokrójZimozielony krzew dorastający do 3 m wysokości.
LiścieBlaszka liściowa ma podługowaty kształt. Mierzy 23 cm długości oraz 7 cm szerokości, jest całobrzega, ma klinową nasadę i ostry wierzchołek. Ogonek liściowy jest nagi.
KwiatyZebrane w wiechach o długości 20 cm, wyrastają z kątów pędów.

## Biologia i ekologia
Rośnie w lasach. 